# تنپیو-هوجی
تنپیو-هوجی (به ژاپنی: 天平宝字 Tenpyō-hōji) نام عصر ژاپنی بود. این عصر بعد از تنپیو-شوهو و قبل از تنپیو-جینگو قرار داشت و از اوت ۷۵۷ تا ژانویه ۷۶۵ به طول انجامید. در طی این عصر امپراتور جون‌نین حکمران ژاپن بود.